# Ricard Torres i Rocamora
Ricard Torres i Rocamora, també conegut com a Torpede Torres, (Barcelona, 4 de maig de 1955) és un antic jugador d'hoquei sobre patins català de les dècades de 1970 i 1980.

## Trajectòria
Pel que fa a clubs, la seva carrera transcorregué íntegrament al FC Barcelona, jugant al primer equip durant la segona meitat de la dècada de 1970 i començament de la de 1980. Formà part del gran equip que dirigia Josep Lorente, on jugaven homes com Joan Brasal, Manel Chércoles, Jordi Villacorta, Sergi Centell, Joan Vila, Jordi Vila-Puig o Carles Trullols, equip campió d'Europa en diverses ocasions. Jugà amb la selecció espanyola entre 1977 i 1982. Una greu lesió de genoll-menisc el retirà prematurament de la pràctica activa.
És net del famós torero Ricardo Torres Reina Bombita.

## Palmarès
FC Barcelona
- Copa d'Europa:
  - 1977-78, 1978-79, 1979-80, 1980-81, 1981-82, 1982-83
- Supercopa d'Europa:
  - 1979-80, 1980-81, 1981-82, 1982-83
- Copa Intercontinental:
  - 1983
- Lliga d'Espanya:
  - 1976-77, 1977-78, 1978-79, 1979-80, 1980-81, 1981-82
- Copa d'Espanya:
  - 1975, 1978, 1979,1981

Espanya
- Campionat del Món:
  - 1980
- Campionat d'Europa:
  - 1979, 1981
- Copa de les Nacions:
  - 1980
- Campionat d'Europa júnior:
  - 1973